# بيل بلاك (لاعب كرة قاعدة)
بيل بلاك (بالإنجليزية: Bill Black)‏ هو لاعب كرة قاعدة أمريكي، ولد في 12 أغسطس 1899 في فيلادلفيا في الولايات المتحدة، وتوفي بنفس المكان في 14 يناير 1968.

## وصلات خارجية
- بيل بلاك على موقعبيزبول رفرنس.كوم (الدوري الرئيسي) (الإنجليزية)